# Hola Airlines
Hola Airlines (Baleares Link Express SL) là một hãng hàng không đóng ở Palma de Mallorca, Mallorca, Tây Ban Nha. Hãng hàng không này cung cấp dịch vụ bay thuê bao và khách VIP châu Âu. Trụ sở chính ở Sân bay Son Sant Joan, Palma de Mallorca, với các trung tâm hoạt động tại Sân bay quốc tế Madrid Barajas và Sân bay quốc tế Barcelona.

## Lịch sử
Hãng hàng không này được thành lập năm 2002 và bắt đầu hoạt động ngày 15 tháng 5 2002. Người sáng lập lập là Mario Hidalgo, người trước đó quản lý Air Europe Express, nay là tổng giám đốc Hola Airlines và thuộc sở hữu của Gadair European Airlines. Hãng này thuê 75 nhân công (thời điểm tháng 9 năm 2007).

## Đội tàu bay
Đội tàu bay của Hola Airlines gồm các máy bay sau (đến thời điểm ngày 8 tháng 11 năm 2008) :
Đến thời điểm ngày 8 tháng 9 năm 2008, tuổi trung bình của đội tàu bay Hola Airlines là 19,6 năm ().